# 何迎军
何迎军，甘肃人，中国共产党党员，中华人民共和国政治人物。

## 生平
2017年11月，何迎军上任文县口头坝乡党委书记，将脱贫攻坚作为“一号民生工程”，通过易地迁居、保障开发、产业扶贫种植花椒、辣椒、中药等经济作物，促使当地贫困发生率从2013年的67%降至2020年的0%。
因在脱贫攻坚战中作出突出贡献，2021年2月25日全国脱贫攻坚总结表彰大会上，何迎军被授予“全国脱贫攻坚先进个人”。
2021年，当选为康县人民政府副县长。负责主管康县巩固拓展脱贫攻坚成果同乡村振兴有效衔接，农业和农村、农村综合改革、水利、帮扶、“放管服”改革、政府信息化建设、数字政府、数字经济、大数据管理、政务公开、金融、保险、外事、人大建议政协提案办理等方面工作。